# Trypauchenichthys typus
A Trypauchenichthys typus a csontos halak (Osteichthyes) főosztályának a sugarasúszójú halak (Actinopterygii) osztályába, ezen belül a sügéralakúak (Perciformes) rendjébe, a gébfélék (Gobiidae) családjába és az Amblyopinae alcsaládjába tartozó faj.

## Előfordulása
A Trypauchenichthys typus trópusi halfaj, amely a Fülöp-szigetek és Indonézia édes- és brakkvízeiben fordul elő. Fenéklakó gébféle.

## Megjelenése
Ez a hal legfeljebb 18 centiméter hosszú. 40-41 csigolyája van.